# Stazione di Shin-Hanamaki
La Stazione di Shin-Hanamaki (新花巻駅?, Shin-Hanamaki-eki) è una stazione ferroviaria della città di Hanamaki, nella prefettura di Iwate della regione del Tōhoku utilizzata dai servizi Shinkansen e dalle linee tradizionali.

## Linee
East Japan Railway Company
■ Tōhoku Shinkansen
■ Linea Kamaishi